# Торе Роса (Бриндизи)
Торе Роса (итал. Torre Rossa) је насеље у Италији у округу Бриндизи, региону Апулија.
Према процени из 2011. у насељу је живело 308 становника. Насеље се налази на надморској висини од 36 м.